# لوئی، گراند دوفن
لوئی (۱ نوامبر ۱۶۶۱–۱۴ آوریل ۱۷۱۱) پسر ارشد لوئی چهاردهم پادشاه فرانسه و همسرش ماریا ترزا شاهدخت اسپانیا، دوفن فرانسه بود. وی پس از تولد پسرش، لوئی، دوک بورگوندی، ملقب به پتی دوفن (دوفن کوچک)، به گراند دوفن (دوفن بزرگ) معروف شد. به علت این که قبل از پدرش درگذشت، هرگز پادشاه نشد. لوئی پانزدهم نوه او بود.

## زندگی‌نامه
لوئی، پسر ارشد لوئی چهاردهم و ماریا ترزا اسپانیایی در تاریخ ۱ نوامبر ۱۶۶۱ در کاخ فونتن بلو به دنیا آمد. وی به عنوان پسر بزرگ پادشاه فرانسه «اعلیحضرت سلطنتی» لقب گرفت. وی در ۲۴ مارس ۱۶۶۲ غسل تعمید شد و نام پدرش لوئی را بر وی گذاشتند.
وقتی لوئی به هفت سالگی رسید، تحت تعلیم قرار گرفت. وی شارل دو سانت مور ، دوک دو مونتاوزیر را به عنوان اولین تجربه حکمرانی خود دریافت کرد و تحت تعلیم  ژاک بنیگن بوسو، اسقف مئو، مبلغ و سخنور بزرگ فرانسوی، بدون نتیجه مثبت در این منطقه حکومت کرد. لوئی یکی از شش فرزند مشروع پدر و مادرش بود. بقیه همه در اوایل کودکی درگذشتند.
لوئی چهاردهم نسبت به پسرش نظر بدی داشت:
بی تحرک، فربه، و مات، او مانند پدرش از شکار لذت می‌برد، اما این تنها چیزی بود که این پسر ناامیدکننده به پدرش شباهت داشت.

## نقش سیاسی و نظامی
گرچه در ابتدا اجازه حضور و بعضاً شرکت در شورای سلطنتی (به فرانسوی: Conseil du Roi) را داشت، اما لوئی نقش مهمی در سیاست فرانسه نداشت. با این وجود، او به عنوان وارث تاج و تخت، دائماً توسط کابالانی محاصره می‌شد که برای برجستگی در آینده می‌جنگیدند. لوئی جدا از نقش سیاسی جزئی که در دوران پدرش بازی می‌کرد، بیشتر به دنبال کارهای آرامتر بود و برای مجموعه هنری باشکوه خود در ورسای و مودون مورد تقدیر بود. لوئی چهاردهم مودون را از بیوه لوئیز برای او خریداری کرد. دوفین، ژول آردوئن مانسار را برای تهیه دکورهای جدید به کار گرفت، او تا آخر عمر در مودون آرام زندگی کرد و به همراه دو خواهر ناتنی خود ماری آن دو بوربون و شاهزاده‌خانم کُنده بود که هر دو آنها را خیلی دوست داشت. این سه قسمت اصلی Cabal de Meudon را تشکیل دادند که با پسر دوفن، لوئی و همسر ساوویاردش، دوشس بورگوندی مخالفت می‌کرد.
در طول جنگ اتحاد بزرگ، وی در سال ۱۶۸۸ به جبهه راینلند اعزام شد. پیش از ترک پاریس، پدرش به لوئی دستور داد:
با فرستادن شما برای فرماندهی ارتش من، به شما فرصتی می‌دهم تا لیاقت خود را اعلام کنید. بروید و آن را به تمام اروپا نشان دهید، تا وقتی که من می‌خواهم بمیرم متوجه نشوند که پادشاه مرده‌است.
در آنجا لوئی موفق شد، تحت تعلیم مارشال دو دوراس و واوبان، یکی از پل‌های سرتاسر راین، فیلیپسبورگ را که توسط مرداب‌ها احاطه شده بود، بدست آورد. شجاعت لوئی زمانی نشان داده شد که برای مشاهده پیشرفت محاصره، در سنگرهای غرقاب زیر آتش شدید به دیدار سربازان رفت.

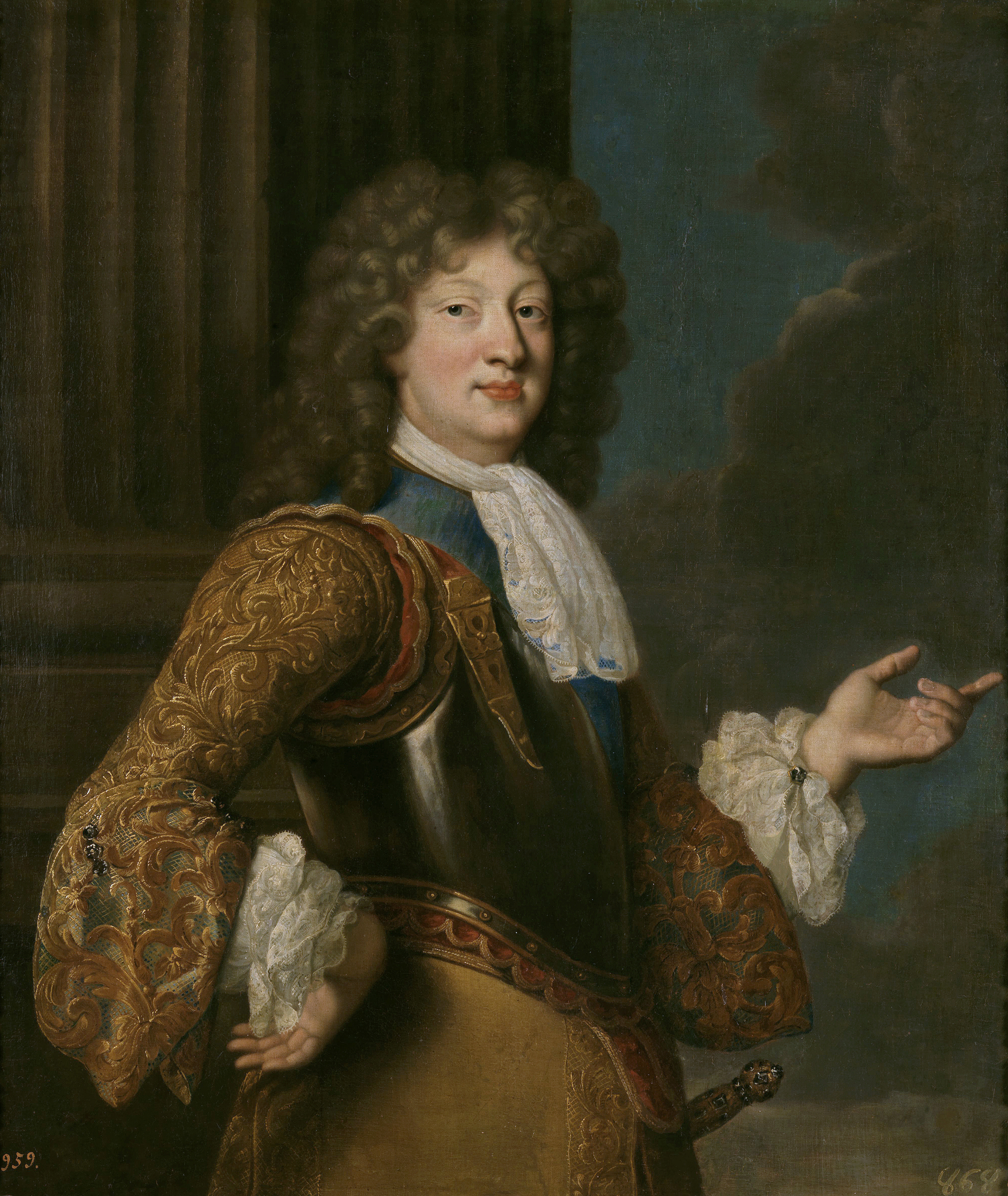
لوئی گراند دوفن

تصرف فیلیپسبورگ توسط لوئی مانع عبور ارتش بزرگ امپراتوری از راین و حمله به الزاس شد. موقعیت لوئی در شورای سلطنتی، به او فرصتی داد تا بتواند نقش سازنده‌ای در سالهای منتهی به جنگ‌های جانشینی اسپانیا و بعد از آن ایفا کند. لوئی به خاطر مادرش حق و ادعای سلطنت اسپانیا را داشت. دایی او کارلوس دوم اسپانیا چون در حال مرگ بود و هیچ فرزند و وارثی هم نداشت که بتواند تاج و تخت را به او منتقل کند بنابراین انتخاب جانشین اساساً بین مدعیان فرانسوی و اتریشی تقسیم شد. به منظور افزایش شانس جانشینی بوربون‌ها، لوئی از حقوق خود (و پسر بزرگش) به نفع پسر دوم خود، فیلیپ، دوک آنژو (بعداً فیلیپ پنجم اسپانیا) که بعنوان پسر دوم، انتظار نمی‌رفت که به سلطنت فرانسه برسد، انصراف داد؛ بنابراین سلطنت اسپانیا با شرط اینکه پادشاهی‌های فرانسه و اسپانیا از هم مستقل بمانند، به فیلیپ، دوک آنژو رسید. علاوه بر این، در شورای سلطنتی در مورد نوع واکنش فرانسه به آخرین وصیتنامه کارلوس دوم، که در واقع تمام مستملکات اسپانیا را به آنژو واگذار کرد، لوئی با درایت برای پذیرش وصیت، گفتگو کرد. وی با کسانی که طرفدار رد وصیت و پایبندی به  پیمان پارتیشن بودند که با ویلیام سوم انگلستان منعقد شده بود (با وجود اینکه آن پیمان،  ناپل، سیسیل و توسکانی را به او واگذار می‌کرد)، مخالفت کرد.

## ازدواج
لوئی در ۷ مارس ۱۶۸۰ (سن هفت سالگی) با دوشس ماریا آنا از باواریا ازدواج کرد. وی در فرانسه به عنوان «دوفینه ماری آن ویکتور» شناخته می‌شد. این زوج دارای سه پسر بودند. «دوفین» در سال ۱۶۹۰ درگذشت و در سال ۱۶۹۵ لوئی مخفیانه با معشوقه خود ماری امیلی د جولی دو چوئین ازدواج کرد. همسر جدید وی مقام دوفینه فرانسه را به دست نیاورد. دو چوئین در زمان ازدواج باردار بود و پسری به دنیا آورد که مخفیانه به حومه شهر فرستاده شد. کودک در دو سالگی و در سال ۱۶۹۷ بدون اینکه نام عمومی برای او ذکر شود درگذشت.

### فرزندان
- لوئی (۱۶ اوت ۱۶۸۲–۱۸ فوریه ۱۷۱۲)، دوک بورگوندی و بعدها دوفن فرانسه. با ماریا آدلاید ساووی، دختر بزرگ دوک ساووی ازدواج کرد. (پدر پادشاه بعدی لوئی پانزدهم فرانسه) بود؛
- فیلیپ (۱۹ دسامبر ۱۶۸۳–۹ ژوئیه ۱۷۴۶)، دوک آنژو و بعدها پادشاه اسپانیا؛ ابتدا با ماریا لوئیزا از ساووی، دختر کوچکتر دوک ساووی ازدواج کرد و این ازدواج با مشکل مواجه گشت. سپس با الیزابت فرنزی ازدواج کرد. همچنین دوفن آینده فرانسه، با اینفانتا ماریا ترزا رافائلا اسپانیایی نیز رابطه داشت.
- شارل (۳۱ ژوئیه ۱۶۸۶–۵ مه ۱۷۱۴)، دوک بری، آلنسون و آنگولمه ، کنت پونتیو؛ ازدواج کرد. همچنین با ماری لوئیز الیزابت د اورلئان نیز رابطه داشت اما بیش از یک سال ادامه نداشت.

بنابراین، لوئی از طریق دو پسر بزرگتر خود دوک بورگوندی و دوک آنژو به ترتیب ادامه خط ارشد بوربون بر تخت سلطنت فرانسه و استقرار سلسله بوربون اسپانیا را تضمین کرد. لوئی علاوه بر فرزند گمنام خود با خانم دو چویین، دارای دو دختر نامشروع با فرانسوا پیتل بود.
- آن لوئیز دو بوربون (۱۶۹۵ - اوت ۱۷۱۶) - همسر آن ارارد دواوگور؛
- شارلوت دو فلوری (۶ فوریه ۱۶۹۷–۱۷۵۰) - همسر جرارد میشل دو لا جانچر.

وی همچنین از یک معشوقه دیگرش، ماری آن کومونت دو لا فورس، یک دختر داشت:
- لوئیز امیلی دو ووتدارد (۱۶۹۴–۱۷۱۹) - همسر نیکولاس مسناگر.

افسانه‌ها می‌گویند که پیشگویی هنگام تولد وی گفته‌است که: لوئی «پسر یک پادشاه، پدر یک پادشاه خواهد بود، اما هرگز یک پادشاه نخواهد بود». تصور می‌شد که این امر محقق شود زیرا وی فرزند لوئی چهاردهم فرانسوی و پدر فیلیپ پنجم اسپانیا بود، اما خود به سلطنت نرسید.

## مرگ
لوئی در ۱۱ آوریل ۱۷۱۱ در سن ۴۹ سالگی، بر اثر ابتلا به آبله درگذشت.